# James Meade
James Edward Meade, född 23 juni 1907 i Swanage, Dorset, död 22 december 1995 i Cambridge, Cambridgeshire, var en brittisk nationalekonom. Meade belönades tillsammans med den svenske nationalekonomen Bertil Ohlin med Sveriges Riksbanks pris i ekonomisk vetenskap till Alfred Nobels minne 1977. Priset fick de för sina bidrag till teorin om internationell handel och internationella kapitalrörelser. Han utbildades vid Malvern College där han studerade filosofi, politik och ekonomi. Sitt intresse för ekonomiska frågor utvecklade han 1930–31 vid Trinity College, Cambridge, då han fick tillfälle Meade att diskutera med ledande nationalekonomer såsom Dennis Robertson och John Maynard Keynes. Efter att ha arbetat för Nationernas Förbund och the Cabinet Office tog han tjänst som ekonom under Attlees regering. Därefter blev han professor vid LSE (1947–57) och vid Cambridge (1957–67). Meade har under karriären ofta återkommit till idén om medborgarlön och även gett förslag på utformning och finansiering av ett sådant system, bland annat i sin sista bok Full employment regained från 1995. Meade räknas som en vänsterekonom och tillhörde den makroekonomiskt inriktade skola som utgick från John Maynard Keynes.

## Modell över ekonomisk tillväxt
De grundläggande antagandena i Meades modell för ekonomisk tillväxt är:
1. Ekonomin är sluten utan relation med omvärlden.
2. Det finns ingen statlig verksamhet med skatter och utgifter.
3. Perfekt konkurrens råder på marknaden.
4. Konstant skalavkastning i ekonomin.
5. Det finns bara två varor - en förbrukningsvara och en kapitalvara.
6. Mark, arbetskraft och maskiner är "fullt sysselsatta".
7. Alla maskiner är likadana och förhållandet mellan arbetskraft till maskiner kan lätt varieras.
8. Det är perfekt utbytbarhet mellan kapitalvaror, konsumtionsvaror och maskinpark, oavsett hur gamla eller nya de är. En viss procentsats byts ut varje år. Detta antagande kallar han för avskrivningar genom avdunstning (depreciation by evaporation).

### Faktorer som bestämmer den ekonomiska tillväxten
I enlighet med antagande ovan beror nettoproduktionen i ekonomin på följande:-
1. Den befintliga maskinparken, 2. Mängden arbetskraft i produktionsprocessen, 3. Mängden land- och naturresurser tillgängliga för produktiv användning i ekonomin samt 4. Det teknologiska framskridandet i ekonomin, vilket antas ökas över tid.
Därmed kan samhällets produktionsekvation få följande utseende:-
{\displaystyle Y=F(K,L,N,t)}
Där:
```
         

  

    

      

        
Y

        
=

      

    

    
{\displaystyle Y=}

  

 nettoproduktion (eller nettoinkomst) 
         

  

    

      

        
K

        
=

      

    

    
{\displaystyle K=}

  

 existerande maskinpark
         

  

    

      

        
L

        
=

      

    

    
{\displaystyle L=}

  

  mängden arbetskraft 
         

  

    

      

        
N

        
=

      

    

    
{\displaystyle N=}

  

 mängden land/naturresurser
         

  

    

      

        
t

        
=

      

    

    
{\displaystyle t=}

  

  tid
```

## Böcker
James Meade har skrivit flera böcker. Bland dessa kan nämnas:
- The Theory of International Economic Policy – The Balance of Payments (1951)
- The Theory of International Economic Policy – Trade and Welfare (1955)
- Principles of Political Economy (1965-76)
- The Intelligent Radical's Guide To Economic Policy (1975)
- Full employment regained? An Agathopian Dream (1995)

## Fördjupning
http://www.basicincome.org/bien/pdf/2000BassoCostantin.pdf James Meades tankar om medborgarlön applicerat på Brasilien.